# Pamanjunganski jezici
Pamanjunganski jezici porodica su australskih jezika podijeljena na tridesetak skupina koje obuhvaćaju 178 jezika, a kojima se služe plemena australskih aboridžina. 
A) Arandski jezici (6):
a1. Artuya (1): kaititj.
a2. Urtwa (5): alyawarr, andegerebinha, anmatyerre, istočni aranda, zapadni aranda.
B) Baagandji jezici (2): bandjigali, darling.
C) Bandjalangski (1): bandjalang.
Č) Barrow point (1): barrow point.
Ć) Dyangadi (2): dyangadi, nganyaywana. (Po ranijoj klasifikaciji u juin-kuri jezike.)
D) Djirbalski (3): djirbalski, njavajgijski, varrgamaj.
DŽ) Jezici flinders island (1): flinders island.
Đ) Kalkatungu (2): kalkutungu, jalarnnga.
E) Gumbajnggirski (1): gumbajnggir.
F) Kala lagav ja (1): kala lagav ja.
G) Karnijski (11):
h1. Karna (6): dieri, dirari, ngamini, pirlatapa, yandruwandha, yawarawarga.
h2. Ngura (1): ngura.
h3. Palku (4): arabana, pita pita, wanggamala, wangganguru.
H) Lardil (1): lardil.
I) Marijski (12): bidjara, biri, gangulu, gugu badhun, gungabula, gunya, guwamu, gunggari, mandandanyi, marganj, wadjigu, warungu.
J) Mbara (1): mbara.
K) Muruwarijski (1): muruwari jezik.
L) Ngarinjeri-jithajitha jezici (1): jithajitha, ngarinjeri.
LJ) Pamanski (43):
a. Centralni pamanski (1): kunjen.
b. Obalni pamanski (1): gugubera.
c. Flinderški pamanski (1): gugađ.
d. Lamalamski (2): lamu-lamu, umbuygamu.
e. Mayabijski (3): mayaguduna, maykulan, ngawun,
f. Mbariman (2): gugu warra, mbariman-gudhinma.
g. Srednjepamanski (15): ayabadhu, pakanha, kuku-mangk, kuku-mu'inh, kuku-muminh, kuku-ugbanh, kuku-uwanh, wik-epa, wik-keyangan, wik-iiyanh, wik-me'anha, wik-mungkan, wik-ngathana, wikalkan, wikngenchera.
h. Normanski pamanski (4): areba, kurtjar, kunggara, kuthant.
i. Sjeveroistočni pamanski (3): kanju, kuuku-ya'u, umpila.
j. Sjevernopamanski (4): alngith, atampaya, leningitij, uradhi.
k. Rarmul pamanski (2): aghu tharnggalu, thaypan,
l. Južnopamanski (2): mbabaram, wamin.
m. Umbindhamuic (1): umbindhamu.
n. Zapadnopamanski (1): thayore.
o. Yir Yoront (1): yir yoront.
M) Jugozapadni pamanjunganski jezici (52):
a. Obalni Ngayarda (6): kariyarra, kurrama, martuyhunira, ngarluma, nhuwala, yindjibarndi.
b. Dhalandji (2): dhalandji, pinigura.
c. Kopneni Ngayarda (7): dhargari, djiwarli, ngarla, nyamal, panytyima, tjurruru, wariyangga.
d. Kanyara (2): bayungu, burduna.
e. Malgana (1): malgana.
f. Mangala (1): mangala.
g. Marngu (2): karadjeri, nyangumarta.
h. Mirning (2): kalarko, ngadjunmaya.
i. Ngarga (2): warlmanpa, varlpiri.
j. Ngumbin (5): gurinji, djaru, mudbura, ngarinman, walmajarri.
k. Nijadali (1): nijadali.
l. Nyungar (1): nyunga.
m. Wadjari (2): badimaya, vadjari.
n. Wati (11): antakarinya, kokata, kukatja, martu wangka, ngaanyatjarra, pini, pintiini, pintupi-luritja, pitjantjatjara, wanman, yankunytjatjara.
o. Wirangu (1): wirangu.
p. Yinggarda (1): yinggarda.
q. Yura (5): adynyamathanha, banggarla, guyani, narungga, nugunu.
N) Tangijski (3): ganggalida, gajardilt, lardil, nyangga.
NJ) Jezici vagaja-varluvara (3): vagaja, varluvara, jindjilandji.
O) Jezici vaka-kabi (4):
a. Kingkel (1): bayali.
b. Miyan (2): wakawaka, wuliwuli.
c. Than (1): gureng gureng.
P) Warumungijski (1): warumungu.
R) Viradhurski (3): gamilaraay, viradhuri, ngijambaa.
S) Worimi (2): awabakal, worimi. (Po starijoj klasifikaciji u juin-kuri jezike.)
Š) Jalanjski (3): djangun, guugu jimidhirr, guugu jalandji, muluridyi.
T) Yanyuwan (1): yanyuwa.
U) Jidinjski (2): djaabugaj, jidinj.
V) Yugambal (1): yugambal.
Z) Juin (2): dhurga, thurawal.
Ž) Juulngu (10):
a. Dhangu (2): dhangu, jarnango.
b. Dhuwal (6): dayi, dhuval, djambarrpuyngu, gumatj, gupapuyngu, ritarungo.
c. Djinang (2): djinang, djinba

## Vanjske poveznice
- Ethnologue (14th)
- Ethnologue (15th)
- The Pama-Nyungan Subgroup
- Gunwinyguan-Tangkic-Karrwan-Pama-Nyungan: Evans and Jones 1997
- Australian: Composite
- Australian Phylum: Evans 1995
- Australian Macro-Phylum: O'Grady, Voegelin, Voegelin 1966
- Australian: Ethnologue 2005
- Australian: Ruhlen 1991
- Australian: Dryer 2005
- Blažević, Anita. 2011. Klasifikacija jezika svijeta. (Link za preuzimanje)  Arhivirana inačica izvorne stranice od 31. listopada 2023. (Wayback Machine)
- Matasović, Ranko. 2001. Uvod u poredbenu lingvistiku. Matica hrvatska. Zagreb. str. 193.